# ظلال العقل (كتاب)
ظلال العقل : بحث عن علم الوعي الذي نفتقده كتاب صدر عام 1994 للفيزيائي الرياضي روجر بنروز والذي كان بمثابة متابعة لكتابه عام 1989 عقل الإمبراطور الجديد: العقل والحاسوب وقوانين الفيزياء .
يفترض بنروز أن:
- إن الوعي البشري ليس خوارزميًا ، وبالتالي لا يمكن نمذجته بواسطة نوع آلة تورينج التقليدية من الكمبيوتر الرقمي .
- تلعب ميكانيكا الكم دورًا أساسيًا في فهم الوعي البشري. على وجه التحديد ، يعتقد أن الأنابيب الدقيقة أو القُنيات داخل الخلايا العصبية تدعم التراكبات الكمومية .
- يعد الانهيار الموضوعي للدالة الموجية الكمومية للأنابيب الدقيقة أمرًا بالغ الأهمية للوعي .
- الانهيار المعني هو سلوك مادي غير خوارزمي (لا حسُوب) ويتجاوز حدود الحوسبة .
- يمتلك العقل البشري قدرات لا يمكن أن تمتلكها أي آلة تورينج بسبب آلية الفيزياء غير القابلة للحوسبة.

## الحجة

### الفكر الرياضي
أثبت عالم الرياضيات والمنطق كورت غودل Kurt Gödel عام 1931مبرهنات عدم الاكتمال ، موضحًا أن أي نظرية توضع بشكل فعال قادرة على التعبير عن الحساب الأولي elementary arithmetic لا يمكن أن تكون نظرية متسقة وكاملة في وقت واحد. علاوة على ذلك ، بالنسبة لأي نظرية رسمية متسقة تثبت بعض الحقائق الحسابية الأساسية ، هناك جملة حسابية صحيحة ، ولكن لا يمكن إثباتها في النظرية. جوهر حجة بنروز هو أنه في حين أن نظام الإثبات الصوري formal لا يستطيع ، بسبب النظرية ، إثبات عدم اكتماله ، فإن النتائج من نمط غودل يمكن إثباتها من قبل علماء الرياضيات البشريين. إنه يأخذ هذا التباين على أنه يعني أن علماء الرياضيات البشريين لا يمكن وصفهم بأنظمة إثبات صورية ولا يشغّلون خوارزمية ، لذا فإن النظرية الحسابية للعقل خاطئة ، والمقاربات الحاسوبية للذكاء العام الاصطناعي لا أساس لها من الصحة. (تم تقديم الحجة لأول مرة بواسطة Penrose في كتابه عقل الامبراطور الجديد (1989) وتم تطويرها بشكل أكبر في كتاب ظلال العقل Shadows of The Mind . تم تقديم نسخة سابقة من الحجة بواسطة JR Lucas في عام 1959.  لهذا السبب ، تسمى الحجة أحيانًا بحجة Penrose-Lucas).

### الاختزال الموضوعي
تتنبأ نظرية بنروز في الاختزال الموضوعي بالعلاقة بين ميكانيكا الكم والنسبية العامة . يقترح بنروز أن الحالة الكمومية تظل في حالة تراكب حتى يصل الفرق في انحناء الزمكان إلى مستوى كبير.  هذه الفكرة مستوحاة من الجاذبية الكمية ، لأنها تستخدم كلا الثابتين الفيزيائيين {\displaystyle \scriptstyle \hbar } و{\displaystyle \scriptstyle G} . إنه بديل لتفسير كوبنهاغن ، الذي يفترض أن التراكب يفشل تحت الملاحظة، وبديل لفرضية العوالم المتعددة ، التي تنص على أن كل نتيجة بديلة للتراكب تصبح حقيقية في عالم منفصل. 
فكرة بنروز هي نوع من نظرية الانهيار الموضوعي . في هذه النظريات، الدالة الموجية هي موجة فيزيائية، والتي تخضع لانهيار الدالة الموجية كعملية فيزيائية، دون أن يلعب المراقبون دورًا خاصًا. وينظر بنروز إلى أن الدالة الموجية لا يمكن أن تستمر في حالة تراكب تتجاوز اختلافًا معينًا في الطاقة بين الحالات الكمومية. ويعطي قيمة تقريبية لهذا الاختلاف: قيمة كتلة بلانك للمادة، والتي يسميها "مستوى الغرافيتون الواحد".  ثم افترض أن هذا الاختلاف في الطاقة يؤدي إلى انهيار الدالة الموجية إلى حالة واحدة، مع احتمال يعتمد على اتساعها في الدالة الموجية الأصلية، وهو إجراء مأخوذ من ميكانيكا الكم القياسية.

### الاختزال الموضوعي المنظم
عندما كتب بنروز كتابه الأول عن الوعي، عقل الإمبراطور الجديد في عام 1989، كان يفتقر إلى اقتراح مفصل لكيفية تنفيذ مثل هذه العمليات الكمومية في الدماغ. ثم بعد أن قرأ ستيوارت هاميروف كتاب عقل الإمبراطور الجديد، اقترح على مؤلفه بنروز فكرة أن بعض البنى الدقيقة داخل خلايا الدماغ ( الأنيبيبات الدقيقة ) كانت مواقع مرشحة مناسبة للمعالجة الكمومية وبالمحصلة مناسبة للوعي.   نشأت نظرية Orch-OR من تعاون هذين العالمين وتم تطويرها في كتاب بنروز الثاني عن الوعي ظلال العقل (1994). 
مساهمة هاميروف في النظرية مستمدة من دراسة خلايا الدماغ أو ( العصبونات ). تركز اهتمامه على الهيكل الخلوي ، الذي يوفر بنية داعمة داخلية للخلايا العصبية، واهتم خاصة بالأنابيب الدقيقة ،  والتي تعتبر مكونًا مهمًا في الهيكل الخلوي. ومع تقدم علم الأعصاب، اكتسب دور الهيكل الخلوي والأنيبيبات الدقيقة أهمية أكبر. بالإضافة إلى توفير بنية داعمة للخلية، تشمل الوظائف المعروفة للأنابيب الدقيقة نقل الجزيئات، بما في ذلك جزيئات النواقل العصبية التي ترتبط بالمشابك العصبية ، والتحكم في حركة الخلية ونموها وشكلها. 

## نقد

### حجة غودل وطبيعة الفكر الإنساني
إن آراء بنروز حول عملية التفكير الإنساني ليست مقبولة على نطاق واسع في بعض الأوساط العلمية ( درو ماكديرموت ،  ديفيد تشالمرز  وآخرون). وفقًا لمارفن مينسكي ، نظرًا لأن الناس يمكنهم تفسير الأفكار الخاطئة على أنها واقعية، فإن عملية التفكير لا تقتصر على المنطق الصوري formal. علاوة على ذلك، يمكن لبرامج الذكاء الاصطناعي أيضًا أن تستنتج أن العبارات الخاطئة صحيحة، وبالتالي فإن الخطأ لا يقتصر على البشر. قال معارض آخر، تشارلز سيف : "إن بنروز، عالم رياضيات أكسفورد المشهور بعمله في تبليط المستوى بأشكال مختلفة، هو أحد العلماء القلائل الذين يعتقدون أن الطبيعة سريعة الزوال للوعي تشير إلى عملية كمومية."
هاجم عالم الرياضيات في جامعة ستانفورد ، سولومون فيفرمان، في مايو 1995 منهج بنروز لأسباب متعددة، بما في ذلك الصحة الرياضية لحجة جودل وخلفيته النظرية.  في عام 1996، قدم بنروز ردًا موحدًا على العديد من الانتقادات الموجهة لكتاب "ظلال العقل". 
ينتقد جون سيرل اعتماد بنروز على حجة غودل لأنه يعتمد على مغالطة مفادها أن جميع الخوارزميات الحاسوبية يمكن وصفها رياضيًا. وكمثال مضاد، يستشهد سيرل بتخصيص أرقام لوحة الترخيص (LPN) لأرقام تعريف مركبة محددة (VIN)، لتسجيل مركبة. وفقًا لسيرل، لا يمكن استخدام أي دالة رياضية لربط رقم تعريف مركبة VIN محدد برقم لوحة ترخيصها LPN الخاصة بها، ولكن عملية التعيين هذا لذاك عملية بسيطة للغاية - وهي "من يأتي أولاً يخدم أولاً" - ويمكن إجراؤها بالكامل بواسطة جهاز كمبيوتر. 

### فرضية الأنابيب الدقيقة
قام بنروز وستيوارت هاميروف ببناء نظرية اختزال موضوعي منظم أو Orch-OR التي يكون فيها الوعي البشري نتيجة لتأثيرات الجاذبية الكمومية في الأنابيب الدقيقة (في أغشية الخلايا). ومع ذلك، في عام 2000، حسب ماكس تيجمارك Tegmark في مقال نشره في مجلة Physical Review E  أن النطاق الزمني لتنبيه الخلايا العصبية واستثاراتها في الأنابيب الدقيقة أبطأ بكثير من وقت إزالة الترابط الكمي بعامل لا يقل عن 10 10 . تم الاستشهاد بمقالة تيجمارك على نطاق واسع من قبل منتقدي فرضية بنروز هاميروف. تم تلخيص استقبال المقال من خلال هذا البيان الداعم له: "يقول الفيزيائيون خارج المعركة، مثل جون سمولين من شركة IBM، إن الحسابات تؤكد ما كانوا يشتبهون فيه طوال الوقت. "نحن لا نعمل مع دماغ قريب من الصفر المطلق. ويقول: "منطقيًا من غير المرجح أن يكون الدماغ قد طور سلوكًا كميًا".  وبعبارة أخرى، هناك حلقة مفقودة بين الفيزياء وعلم الأعصاب،  وحتى الآن، من السابق لأوانه الادعاء بأن فرضية Orch-OR صحيحة.
في سياق الرد على ما ادعاه صحب المقال تيجمارك، ادعى هاجان وتوسزينسكي وهاميروف   أن تيجمارك لم يتناول نموذج Orch-OR، بل تناول نموذجًا من بنائه الخاص. وشمل ذلك تراكبات كمومية مفصولة بـ 24 نانومتر وليس الفواصل الأصغر بكثير المنصوص عليها في فرضية Orch-OR. ونتيجة لذلك، ادعت مجموعة هاميروف أن وقت فك الترابط أكبر بمقدار سبع مرات من زمن تيجمارك، على الرغم من أنه لا يزال أقل بكثير من 25 ملي ثانية. اقترحت مجموعة هاميروف أيضًا أن طبقة ديباي Debye أو قوة بين جزيئية من الأيونات المضادة يمكنها حجب التقلبات الحرارية، وأن هلام الأكتين المحيط بالعصبون قد يعزز تنظيم الماء، مما يزيد من حجب الضوضاء. واقترحوا أيضًا أن الطاقة الأيضية غير المتماسكة يمكن أن تزيد من تنظيم الماء، وأخيرًا أن تكوين شبكة الأنابيب الدقيقة قد يكون مناسبًا لتصحيح الخطأ الكمي quantum error correction، وهي وسيلة لمقاومة فك الترابط الكمي.
في عام 2007، ادعى جريجوري س. إنجل أن جميع الحجج المتعلقة بكون الدماغ "دافئًا ورطبًا أكثر من اللازم" قد تم تبديدها، إذ اكتشف عدة عمليات كمومية "دافئة ورطبة".  